# 세이부신주쿠역
세이부 신주쿠 역(일본어: 西武新宿駅)은 일본 도쿄도 신주쿠구에 있는 세이부 철도 신주쿠 선의 시작역이다.
원래는 JR신주쿠역의 북동쪽에 세이부 신주쿠 역이 맞닿아있었다. 하지만, 여러 가지 요인으로 인해 현재의 위치로 이전하였다.
현재, 신주쿠역하고는 먼 위치에 있어서, 환승역으로 취급하지는 않는다.

## 타는 곳
|                |
| 1 \| 2 3 \|    |
| 다카다노바바 ↓ |

| 1 | ■신주쿠 선 보통（이른아침・심야는 2번 및 3번 타는 곳에서 승차） | 다카다노바바・다나시・도코로자와・혼카와고에・ 하이지마 선 다마가와조스이・하이지마 방면 |
| 2 | ■신주쿠 선 특급・쾌속급행（특급은 2번 타는 곳에서만 승차）      | 다카다노바바・다나시・도코로자와・혼카와고에                                             |
| 3 | ■신주쿠 선 급행・준급                                           | 다카다노바바・다나시・도코로자와・혼카와고에・ 하이지마 선 다마가와조스이・하이지마 방면 |

## 출구 정보
- 남쪽 출입구(南口)
  - 신주쿠역 동쪽 출입구(東口) - 도보로 5 ~ 6분 소요.
  - 기노쿠니야
- 북쪽 출입구(北口)
  - 신오쿠보: 한국인 거주 지역(코리아타운)

## 역사
- 1952년 3월 25일 : 개업.
- 1977년 3월 3일 : 역사 신축.
- 1980년 10월 11일 : 북쪽 출입구 개설.

## 인접역
| 세이부 철도■신주쿠선 | 세이부 철도■신주쿠선                                                                  | 세이부 철도■신주쿠선                   |
| -------------------- | ------------------------------------------------------------------------------------- | -------------------------------------- |
| 시·종착역            | 특급 고에도 호, ■쾌속급행, ■통근급행（상행선만）, ■하이지마 쾌속, ■급행, ■준급, ■보통 | 다카다노바바 혼카와고에, 하이지마 방면 |